# Ànode
L'ànode és l'elèctrode positiu en el dispositius alimentats per una font de tensió externa i l'elèctrode negatiu en els dispositius que generen o acumulen corrent elèctric, com les piles o els acumuladors.
L'ànode d'una cel·la electroquímica és l'elèctrode on es produeix la reacció d'oxidació:
- En una cel·la electrolítica és el terminal positiu.
- En una pila és el terminal negatiu, ja que per definició l'ànode és el pol on té lloc la reacció d'oxidació.

Així, s'anomena ànode l'elèctrode positiu d'una cel·la electrolítica cap on es dirigeixen els ions negatius dins l'electròlit, i per això s'anomenen anions.